# Port Baku Residence
Port Baku Residence — висотні житлові будівлі в Баку.

## Проєкт
Висотні житлові будинки «Port Baku Residence» зведені по сусідству з офісними будівлями Port Baku Towers на проспекті Нафтовиків в Баку, біля пасажирського морського порту. Комплекс включає три висотні будівлі, розташовані на загальному подіумі.
Проєкт включає житлові апартаменти, гімнастичний зал і оздоровчий комплекс, універсальні зали засідань, зону паркування на 2000 автомобілів. Об'єкт знаходиться поблизу від ділових кварталів міста, об'єктів культури і відпочинку.

## Цікаві факти
- Квартири об'єднані з відкритими терасами, розташованими одна над одною, що надає фасаду будівлі вид ступенів, що спускаються до берега Каспію.
- Згідно з проєктом, на даху торгового подіуму буде розбитий житловий двір, рясно озеленений деревами і газоном
- По сусідству будуються будівлі проєкту «The Crescent Development Project»